# Stimpsonia
Stimpsonia chamaedryoides es la única especie del género monotípico Stimpsonia perteneciente a la familia de las primuláceas.

## Descripción
Son hierbas pubescentes, que alcanzan un tamaño de 6 - 18 cm de altura. Tallos erectos, simples o poco ramificados. Pecíolo de las hojas basales 1-2 cm; Limbo elíptico a ampliamente ovado, de 0,8 a 2,5 X 0,7 a 1,5 cm, base redondeada a cordada, el margen irregularmente dentado, ápice obtuso. En el tallo más bajo de 1,5 cm, gradualmente reducidas hacia arriba, convirtiéndose en brácteas. Hojas del tallo ovadas a suborbiculares, el margen dentado. Pedicelo 2-8 mm. Flores en las axilas de las hojas que aparecen como un racimo. Cáliz de 2 mm; ápice de lóbulos obtusos o agudos. Corola blanca o rosada, tubo de 2,5 mm, pubescentes alrededor de la garganta; lóbulos cuneado-obovados, un poco más corto que el tubo, ápice emarginado. Cápsula de 2,5 mm de diámetro. Más corta que el cáliz persistente. Fl. Abril-mayo.

## Distribución y hábitat
Se encuentra en zonas herbosas, bordes de caminos, márgenes de bosques en colinas bajas, bosques en las laderas montañosas, a una altitud de 100 - 1000 metros en Anhui, Fujian, Guangdong, Guangxi, Hunan, Jiangsu, Jiangxi, Taiwán, Zhejiang y Japón.

## Taxonomía
El género fue descrito por C.Wright ex A.Gray y publicado en Memoirs of the American Academy of Arts and Science, new series 6(2): 401. 1858.